# Hassling-Ketling of Elgin
Ketling, Hassling-Ketling of Elgin – fikcyjny bohater książek Potop i Pan Wołodyjowski Henryka Sienkiewicza. Z pochodzenia Szkot. 
Pierwowzorem owej postaci był major Hejking, Kurlandczyk pochodzenia niemieckiego w służbie króla Polski. Pełnił rolę dowódcy artylerii w Kamieńcu Podolskim w trakcie II wojny tureckiej.

## Życiorys
Swą przyszłą żonę, Krzysię Drohojowską, poznał w 1668 roku, kiedy gościła w jego domu. Gdy okazało się, że jest ona zaręczona z Wołodyjowskim, chciał uciec do Szkocji, jednak dogonił go Wołodyjowski, który początkowo chcąc się zemścić, pogodził się z nim i oddał mu Krzysię.
Ketling zginął podczas oblężenia Kamieńca Podolskiego (gdzie był dowódcą artylerii), kiedy dowiedziawszy się o kapitulacji twierdzy, wysadził ją, wierny swojej wcześniejszej przysiędze niepoddawania Kamieńca.
W adaptacji filmowej Pan Wołodyjowski w reżyserii Jerzego Hoffmana w rolę Ketlinga wcielił się Jan Nowicki, zaś w serialu Pawła Komorowskiego Przygody pana Michała – Andrzej Łapicki. 

## Źródła
1. ↑  Tomasz Jodełka-Burzecki (1962). Trylogia Henryka Sienkiewicza: studia, szkice, polemiki. Państwowy Instytut Wydawniczy. S. 376